# Pytho depressus
Pytho depressus är en art i insektsordningen skalbaggar som tillhör familjen barkplattbaggar och släktet Pytho. Den beskrevs av Carl von Linné 1767.

## Utbredning och status
Finns i sparsam utbredning i hela Norden. Den är en av tre svenska arter av familjen barkplattbaggar.